# Cantone di Ustaritz
Il Cantone di Ustaritz era una divisione amministrativa dell'arrondissement di Bayonne.
È stato soppresso a seguito della riforma complessiva dei cantoni del 2014, che è entrata in vigore con le elezioni dipartimentali del 2015.
Comprendeva i comuni di:
- Ahetze
- Arbonne
- Arcangues
- Bassussarry
- Halsou
- Jatxou
- Larressore
- Saint-Pée-sur-Nivelle
- Ustaritz